# Ролле, Джон, 1-й барон Ролле
Джон Ролле, 1-й барон Ролле (16 октября 1750 — 3 апреля 1842) — британский пэр, политик и военный, являлся членом парламента и членом Палаты лордов.

## Биография
Родился 16 октября 1750 года в графстве Девон и был единственным сыном Дени Ролле и его жены Анны Чичестер, дочери Артура Чичестера (1670—1737/1738). Его отец владел в Америке большими поместьями во Флориде и был наследником своего старшего брата Джона Ролла Уолтера, члена английского парламента, умершего неженатым и бездетным.
Получив образование в Винчестер-колледже и Эммануил-колледже в Кембридже, стал country gentleman в Девоне. Жил он в Тидвелле, в семейном поместье Ист-Бадли на южном побережье Девона. Когда в ноябре 1779 года умер его дядя Джон Ролле Уолтер, его выдвинули на место в парламенте, став официально членом парламента 4 января 1780 года.
В 1796 году Ролле был удостоен звания барона Ролле из Стивенстона в графстве Девон. Не особо проявив себя в парламенте 1-й барон Ролле присоединился к ополчению Южного Девона, став в 1796 году его командиром. Когда в 1797 году умер отец Джона Ролле, он унаследовал все обширные семейные поместья, стоимость которых в 1809 году оценивалась в 70 000 фунтов стерлингов в год.
Джон Ролле участвовал в подавлении восстания в Ирландии, которое произошло, когда Великобритания находилась в состоянии войны с Францией. По возвращении в Девон он проявил большой интерес к Volunteer Cavalry, и в 1801 году сыграл важную роль в реорганизации различных независимых подразделений Южного Девона в Королевский 1-й Девонский йоменский корпус. В 1802 году Джон Ролле учредил ещё один военный корпус Royal North Devon Yeomanry. В феврале 1812 года участвовал в подавлении восстания луддитов в Ноттингеме. В возрасте 90 лет у Ролле хватило сил, чтобы возглавить 1-й йоменский полк Девона на его ежегодной инспекции.
1-й барон Ролле был активным членом Палаты лордов и становился все более консервативным в своих взглядах. Он был одним из 22 «стойких приверженцев», проголосовавших против третьего чтения законопроекта об избирательной реформе 1832 года.
28 июня 1838 года немощный лорд Ролле присутствовал на коронации королевы Виктории. То, что произошло с ним на этом мероприятии, позже описала королева в своем дневнике:

Бедный старый лорд Ролле, которому 82 года и он ужасно немощен, при попытке подняться по ступенькам упал и скатился вниз, но не получил ни малейшего ушиба; когда он попытался снова подняться, я встала и прошла вниз до конца ступенек, чтобы предотвратить новое падение.

Наряду со своей основной деятельностью, 1-й барон Ролле проявил себя также в сфере создания некоторых зданий и инженерных сооружений. В их числе:
- Канал Ролле[англ.] в Северном Девоне;
- дороги, мосты и дамбы;
- мельницы в Грейт-Торрингтоне[англ.];
- часовни в Бадли Солтертоне[англ.] и Эксмуте.

Джон Ролле, 1-й барон Ролле умер 3 апреля 1842 года в собственном доме Биктон-хаус в Девоне.

## Личная жизнь

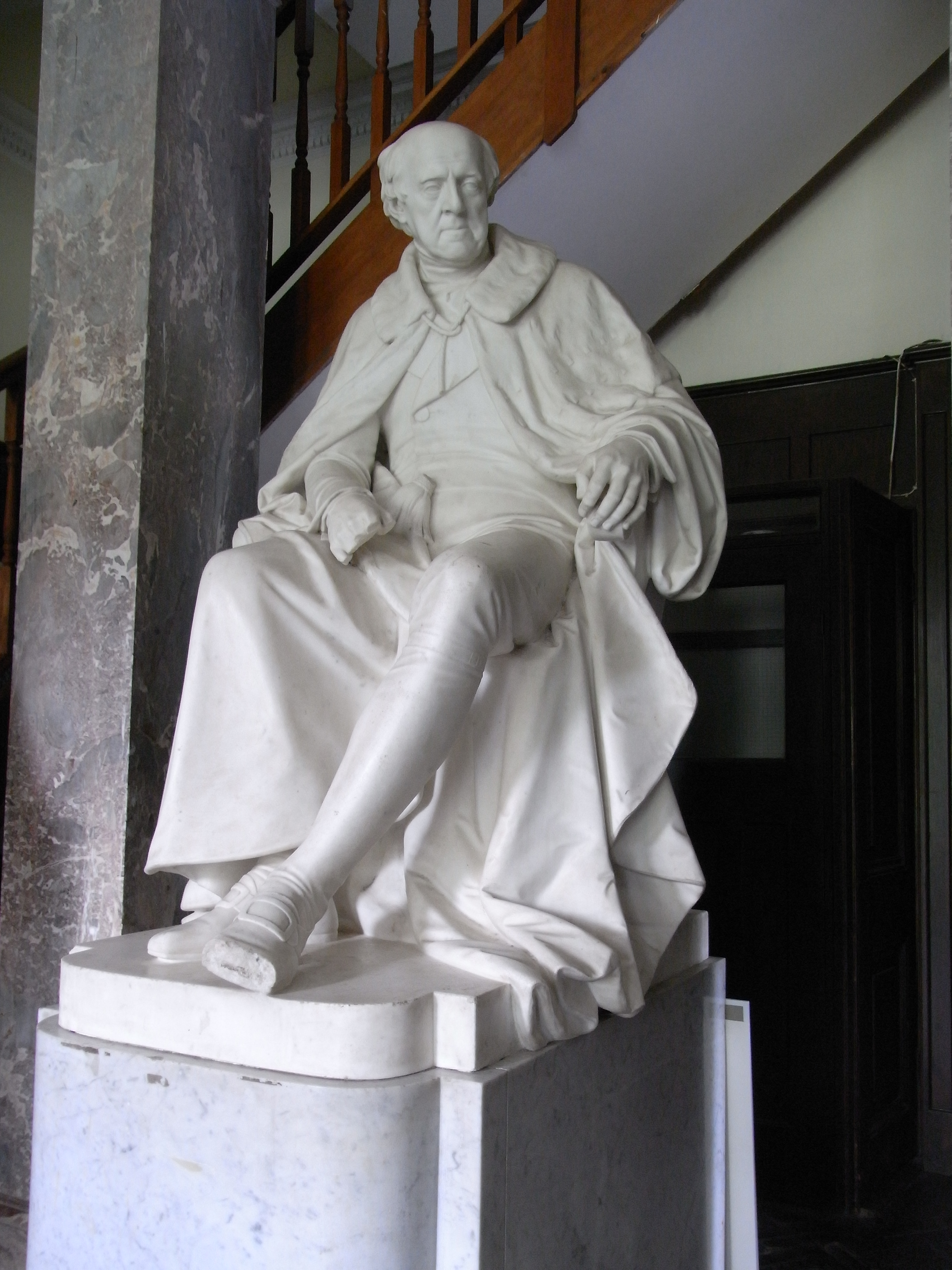
Мраморная статуя Джона Ролле в Биктон-хаусе и Луптон-хаусе, Девон

Ролле был женат дважды, но ни один из браков не принес потомства.
В возрасте 20 с половиной лет, ещё не будучи совершеннолетним, Джон Ролле женился по желанию отца на 17-летней Джудит Марии Валронд из известной в Девоне семьи. Детей у них не было, Джудит умерла в 1819 году.
24 сентября 1822 года в Хьюише, Девон, резиденции баронов Клинтон, в возрасте 72 лет 1-й барон Ролле женился на своей дальней родственнице — кузине, 28-летней Луизе Трефузис (1794—1885), дочери Роберта Джорджа Уильяма Трефузиса, 17-го барона Клинтон (1764—1797). Луиза и Джон разделяли любовь к садоводству; создали большой ландшафтный сад в Биктоне, который теперь открыт для публики как Ботанический сад Биктон-парка. Вместе они также построили несколько зданий в Биктоне. Детей в этом браке тоже не было.
В 1850 году, перестроив Биктонскую церковь в храм Святой Марии, Луиза создала в память о муже мавзолей Ролле. В нём имеется гробница в готическом стиле и скульптурными фигурами.